# Superamas stellaire

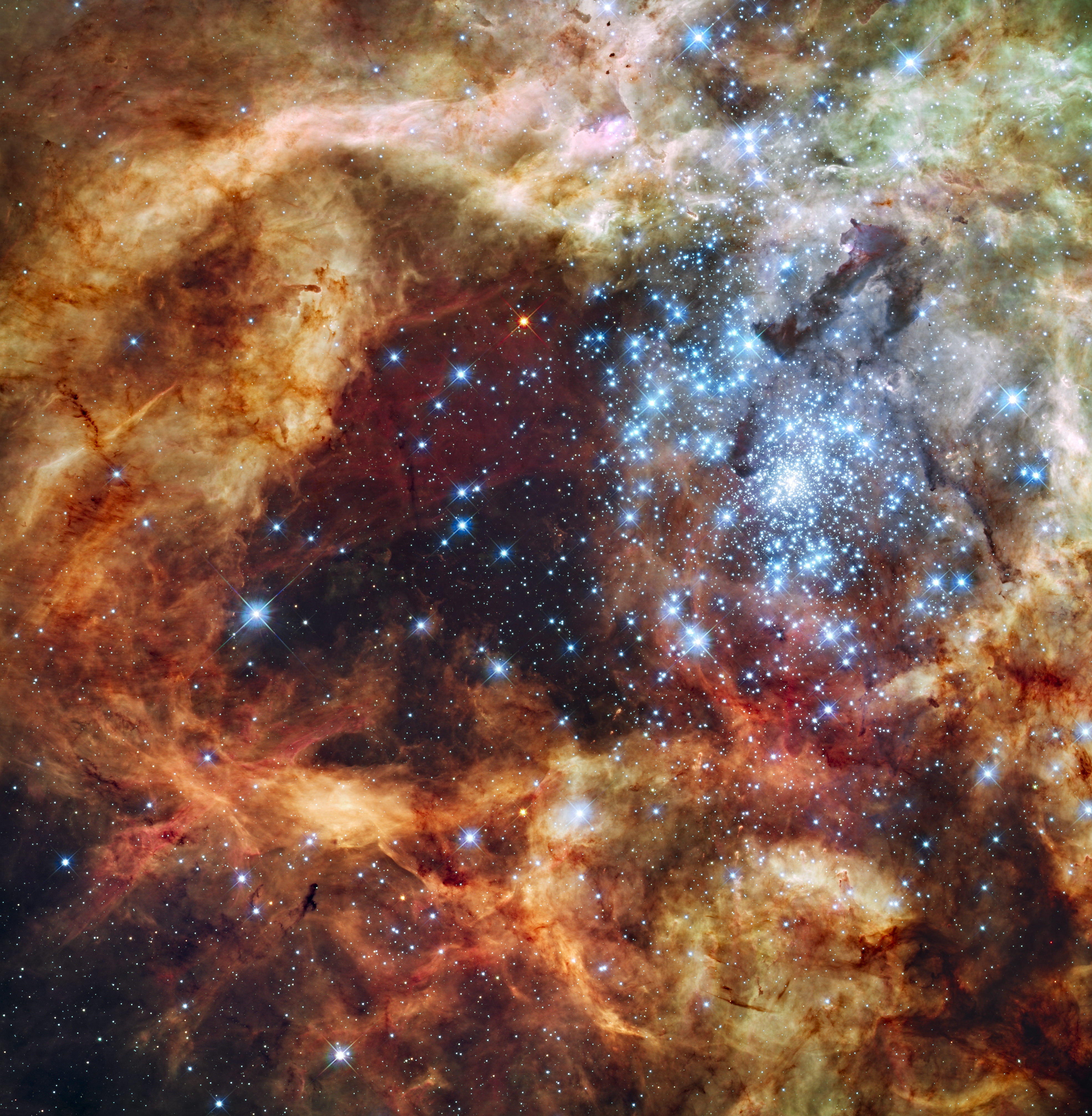
Image du superamas d'étoiles R136, près du centre de la Nébuleuse de la Tarentule (NGC 2070), obtenue avec le télescope spatial Hubble.

Un superamas stellaire (en anglais super star cluster, en abrégé SSC) est un amas ouvert jeune et très massif dont on pense qu'il est le précurseur d'un amas globulaire. Ils contiennent typiquement un grand nombre d'étoiles jeunes et massives (en) qui ionisent une région HII alentour, similaires aux « régions HII ultra-denses » (UDHII pour Ultra Dense HII regions) de la Voie lactée. Une région HII d'un superamas stellaire est à son tour entourée par un cocon de poussière. Souvent, les étoiles et les régions HII seront invisibles lors d'observations optiques à cause des hauts niveaux d'extinction. Par conséquent, les jeunes superamas stellaires sont plutôt observés en radio et en infrarouge.
Les seules caractéristiques des superamas stellaires sont leurs grandes densité d'électrons (ne=103–106 cm−3) et pression (P/kB=107–1010 K cm−3).

## Liste
| Nom                | Galaxie                 | Commentaires                                              | Notes |
| ------------------ | ----------------------- | --------------------------------------------------------- | ----- |
| Westerlund 1 (Wd1) | Voie lactée             | Premier superamas stellaire découvert dans notre galaxie. | [ 4 ] |
| NGC 3603           | Voie lactée             |                                                           | [ 5 ] |
| R136               | Grand Nuage de Magellan | Le prototype des superamas stellaires.                    | [ 6 ] |
|                    | NGC 1569                | La galaxie contient deux superamas stellaires.            | [ 7 ] |